# Pałubicki V

Pałubicki V

Pałubicki V (Palbicki, Palbitzki, Suchta-Pałubitzki, Zuchta Palubitzki, Brochwicz II odmienny) – kaszubski herb szlachecki.

## Opis herbu
Opis z wykorzystaniem zasad blazonowania, zaproponowanych przez Alfreda Znamierowskiego:
W polu srebrnym jeleń skaczący, czerwony. Klejnot: nad hełmem w koronie trzy pióra strusie, czerwone między srebrnymi. Labry czerwone, podbite srebrem.

## Najwcześniejsze wzmianki
Herb zamieszczony w Nowym Siebmacherze.

## Rodzina Pałubickich
Jest to jedna z dwóch rodzin tego nazwiska, różnych herbów. Druga rodzina używała herbu Sokół.

## Herbowni
Pałubicki (Palbicki, Palbitzki) z przydomkiem Suchta (Zuchta, Zychta, Sychta). Rodzinę tę notowano głównie z herbem Brochwicz II i taki herb powinien być jej przypisywany w pierwszym rzędzie. Herb Pałubicki V powstał dość późno, zapewne jako przetworzenie Brochwicza na modłę niemiecką (klejnot w barwach labrów). Herby Pałubickich z innymi przydomkami omówione w haśle Pałubicki.